# Duben 2003
3. dubna – čtvrtek
 Prezident Václav Klaus se ve Varšavě setkal s polským prezidentem Aleksanderem Kwaśniewskim. 
4. dubna – pátek
 Václav Klaus v polském Gdaňsku položil věnec u pomníku padlých odborářů z loděnic a u památníku hrdinů obrany na mysu Westerplatte. Setkal se také s bývalým prezidentem Lechem Wałesou. 
9. dubna – středa
 Evropský parlament schválil vstup 10 kandidátských zemí do Evropské unie. 
10. dubna – čtvrtek
 Václav Klaus se v Berlíně setkal s německým kancléřem Gerhardem Schröderem. 
 Severní Korea odstoupila od Smlouvy o nešíření jaderných zbraní. 
 Letecká společnost British Airways oznámila ukončení provozu dopravního letounu Concorde 
12. dubna – sobota
 Maďarští voliči rozhodli většinou 83,8 % hlasů o vstupu své země do Evropské unie. 
15. dubna – úterý
 Senát i Poslanecká sněmovna schválili  vyslání polní nemocnice do Iráku. 
17. dubna – čtvrtek
 Prvních 40 českých lékařů, ženistů a vojenských policistů odletělo do irácké Basry, aby tam pracovali v polní nemocnici. 
21. dubna – pondělí
 Poprvé od roku 1945 byl v Praze otevřen zrekonstruovaný kostel Panny Marie na Slovanech. 
24. dubna – čtvrtek
 Irácký viceprezident Tárik Azíz se v Bagdádu vzdal americkým jednotkám. 
27 dubna – neděle
 Během pěti měsíců trvající epidemie SARS ve světě zatím zemřelo okolo 300 lidí. 